# Gwendoline Abunaw
Gwendoline Abunaw est une cheffe d'entreprise et banquière camerounaise. Elle est CEO de Ecobank Cameroun.

## Biographie

### Enfance, éducation et débuts
Gwendoline Abunaw fait des études à l'université de Buéa au Cameroun. Puis, titulaire d’un Bachelor en banque et finance, elle quitte la Standard Chartered Bank pour faire un MBA en finance à l'Université métropolitaine de Londres en 2001,. Elle  reçoit la même année le prix Barcly's bank. 

### Carrière
Elle commence sa carrière comme analyste du risque à la Standard Chartered Bank Cameroun en 1998. De retour de Londres en 2003, à Ecobank Cameroun, elle est chargée de la clientèle pour les grands comptes. En 2004, elle rejoint Citibank Cameroun pour 3 ans,. En 2011, elle retourne à Ecobank Cameroun comme directrice des grands comptes. En 2014, elle devient administratrice au conseil d’administration de la banque panafricaine au Cameroun. De directrice adjointe de la banque, le 27 avril 2017 elle est nommée CEO d’Ecobank Cameroun en remplacement du Sénégalais Moustapha Fall,,,. Elle devient ainsi la première femme à la tête de cette institution bancaire,.
En 2021, elle est nommée à la tête de la région Cemac d’Ecobank Transnational Incorporated.